# お波奈の方
お波奈の方（おはなのかた、生没不詳）は、江戸時代の女性で、12代将軍・徳川家慶の側室。

## 生涯
幕臣・菅谷政徳（松平直寛の次男）の娘として生まれた。文政2年（1819年）、西丸御次として大奥に仕え、その後、家慶の側室となる。
文政7年（1824年）に家慶との間に四女・米姫を出産。家慶の子としては珍しく6歳まで生きた。その後、文政9年（1826年）に六女・暉姫（徳川慶頼婚約者）を出産。家慶の娘で嫁ぎに出されたのは暉姫のみである。
暉姫を生んだ後の消息は不明。秋元茂陽『徳川将軍家墓碑総覧』では、増上寺の墓碑にある「香共院」という院号の女性（嘉永5年（1852年）没）がお波奈の方ではないかと推測している。